# 司马旦
司马旦（？—？），字伯康。北宋陕州夏县涑水乡（今山西省夏县）人，为北宋史学家司马光之兄。

## 生平
司马旦靠父亲的恩荫，曾任秘书省校书郎，以及郑县主簿。在郑县，曾有一位姓蔺的妇女经常抢夺农民田地，家中有许多钱财，长期骄奢淫逸，与其他人结党营私共同狼狈为奸，甚至十几年间都无人去处理。司马旦随即取案卷进行审阅，真伪便立刻泾渭分明，并罢免了数十位官吏，冤枉之人被平反昭雪。又有一位叫井元庆的盗贼欺负同乡人，无人敢问其津，司马旦将其绳之于法。当时司马旦相对较为年轻，从上至下都很轻视他，通过这件事情让大家对司马旦都惊叹不已。在官吏捕捉蝗虫之时，趁机对普通民众进行骚扰。这时，司马旦说：“蝗虫是民众的仇人，应让他们亲自捕捉最为合适，随后再让他们输送至官府。”后被编为法律。后又遭父母去世，服刑被废除，任饶州铸钱监督。在司马旦担任祁县知县时，当地出现了广泛的大旱，顿时民不聊生，盗贼开始成群结队横行霸道，当地的名门望族自备武器进行防卫。于是司马旦将名门们召集起来，让他们用祸福来对盗贼进行开导。于是名门们争先恐后取出自己的粮食，降价将其出卖，甚至还能有所盈利。最后饥饿之人获得了救济粮，盗贼亦息事宁人。